# Matsutake
Matsutake (松茸), Tricholoma matsutake,  é o nome comum de um cogumelo micorrízico muito procurado que cresce na Ásia, Europa e América do Norte. É valorizada pelos japoneses por seu distinto odor apimentado.

## Habitat e distribuição
O Matsutake cresce debaixo de árvores e são normalmente escondidos por folhas caídas. Ele forma uma relação simbiótica com as raízes de um número limitado de espécies de árvores. Sabe-se que o Matsutake cresce na China, Japão, Coreia, Finlândia e Suécia, entre outros países. No Japão, ele é normalmente associado com o Pinho Vermelho Japonês.

## Espécies similares
No Noroeste Pacífico da América do Norte, a espécie Tricholoma magnivelare é encontrado nas florestas coníferas em uma ou mais das seguintes espécies: Pseudotsuga, Abies procera, Abies magnifica, Pinus lambertiana, Pinus ponderosa ou Pinus contorta. Na Califórnia e em partes de Oregon, ele também se associa com madeiras duras, incluindo Lithocarpus densiflorus, Arbutus, Rododendro, Gaultheria shallon e Manzanita. O T. magnivelare normalmente é chamado de Matsutake branco, visto que não tem a coloração marrom do espécime asiático.
Em 1999, N. Bergius e E. Danell relataram que o espécime sueco (Tricholoma nauseosum) e o matsutake japonês (T. matsutake) são da mesma espécie. O relatório levou a um aumento da importação de matsutake do norte da Europa para o Japão devido ao sabor similar.

## Custo e disponibilidade
O Matsutake é difícil de se encontrar, apesar de ser fácil de cultivar, além de ter um preço muito alto. A produção doméstica de matsutake do Japão tem diminuído bastante nos últimos 50 anos, devido a propagação de um parasita de pinheiro, o nematódeo Bursaphelenchus xylophilus, o que exerceu uma grande influência sobre o preço. A produção anual de matsutake no Japão é, hoje, menor do que 1 000 toneladas. A demanda japonesa pelo cogumelo é em sua maior parte importada da China, Coreia, região do Noroeste Pacífico na América do Norte (norte da Califórnia, Oregon, Washington e Colúmbia Britânica) e Norte da Europa (Suécia e Finlândia). O preço do matsutake no mercado japonês depende da sua qualidade, disponibilidade e origem. O matsutake japonês, no começo da estação, que recebe as melhores críticas, pode ultrapassar os 2 mil dólares por quilograma. Por outro lado, o valor médio do matsutake importado é cerca de 90 dólares por quilograma.